# VTun
Bei VTun handelt es sich um eine Netzwerk-Anwendung, um virtuelle Tunnel (VPN) über TCP/IP Netzwerke aufzubauen. VTun unterstützt dabei das Internet Protocol (IP), Point-to-Point Protocol (PPP) und SLIP-Protokoll. Zudem verfügt VTun unter Linux-basierenden Systemen über eine Schnittstelle zum Tunnel-Treiber Tun/Tap, welcher bereits im Kernel ab Version 2.4 zur Grundausstattung gehört. Ursprünglich stammte die Software von Maxim Krasnyansky und wird nunmehr von Bishop Clark gewartet.

## Verbindungstechniken
VTun erstellt eine Verbindung zwischen zwei Rechnern auf Basis einer Punkt-zu-Punkt-Verbindung, worüber jeglicher Datenverkehr abgewickelt wird. Ein VTun-Client initiiert eine Verbindung per TCP und authentifiziert sich gegenwärtig mit seinen Zugangsdaten. Wenn der Nutzer vom VTun-Server akzeptiert wurde, wird die Verbindung zugelassen und die Schnittstellen in Linux werden entsprechend der Konfiguration eingerichtet. Für die Datenübertragung des Tunnels kann UDP gewählt werden, die Authentifizierung läuft dennoch über den in der Konfiguration eingestellten TCP-Port ab.
Die Software ermöglicht die Erstellung von Tunnels für Routing und Bridging-Zwecke.

## Authentifizierung
VTun nutzt zur Authentifizierung des Klienten ausschließlich einen „Private Shared Key“ (PSK).

## SSL-freie Version
VTun kann im Source-Code ohne SSL-Unterstützung übersetzt und als bereits vorgefertigte Binärdateien bezogen werden. Sobald eine SSL-freie Version genutzt wird, werden beide Endpunkte mittels einer einfach zu knackenden XOR-Verknüpfung verschlüsselt. Dies mag für den ein oder anderen ein Besorgnis erregendes Problem darstellen, jedoch ist es jedem selbst überlassen, sich seinen Quellcode gemäß seinen Bedürfnissen zu übersetzen.